# Achryson unicolor
Achryson unicolor es una especie de escarabajo longicornio de la subfamilia Cerambycinae, tribu Achrysonini. Fue descrita científicamente por Bruch en 1908.
Se distribuye por Argentina, Bolivia, Brasil, Paraguay y Uruguay. Mide aproximadamente 7,1-19 milímetros de longitud. El período de vuelo de esta especie ocurre en los meses de enero, febrero, marzo, mayo, agosto, septiembre, octubre, noviembre y diciembre.